# Veliki egipčanski muzej
Veliki egiptovski muzej, znan tudi pod imenom Muzej Gize, je načrtovan muzej umetniških predmetov starodavnega Egipta v Kairu v Egiptu. Opisan je kot največji arheološki muzej na svetu, muzej je v izgradnji in naj bi bil delno odprt leta 2019, v katerem bo predstavljena celotna zbirka Tutankamona z mnogimi deli, ki jih je bodo prvič prikazati. Muzej je postavljen na 50 ha  zemljišča, približno dva kilometra od piramid v Gizi in je del novega glavnega načrta za plato.

## Opis
Oblikovanje stavbe je bilo odločeno s pomočjo arhitekturnega natečaja [5]. Objavljen je bil 7. januarja 2002. Organizatorji so prejeli 1557 prijav iz 82 držav in je bilo drugo največje arhitekturno tekmovanje v zgodovini. V drugi fazi natečaja je bilo zaprošenih 20 prispevkov za predložitev dodatnih informacij. Izbor je bil končan do 2. junija 2003. Izbran je bil predlog podjetja Heneghan Peng iz Dublina na Irskem, ki je dobil 250.000 dolarjev nagrade. Drugo mesto je prejel Coop Himmelblau. Héctor Vigliecca in Luciene Quel (Brazilija), Ruben Verdi (Italija), Michael Zimmermann, Engel und Zimmermann (Nemčija), Fernando Pardo Calvo in Bernardo Garcia Tapia, Nuno Filipe Morais Monteiro (Portugalska) in Martin Roubik (Češka).  Stavbo so oblikovali Heneghan Peng Architects, Buro Happold in Arup. Razstava maket,  oblikovanja razstav in muzeologija sta dobila Metaphor in Cultural Innovations Ltd.
Stavba je oblikovana kot trikotnik s prirezanimi vogali. Stala bo na mestu, ki je dva kilometra zahodno od piramid, blizu avtocestnega priključka. Severna in južna stena stavbe sta neposredno povezani z veliko Keopsovo piramido in Mikerinovo piramido. Pred stavbo je velik trg, napolnjena z rastlinami. Ena od glavnih značilnosti muzeja je prosojna kamnita stena, izdelana iz alabastra, ki tvori sprednjo fasado stavbe. Znotraj glavnega vhoda je velik atrij, kjer bodo razstavljeni veliki kipi.
2. februarja 2010 je Hill International napovedal, da je ministrstvo za kulturo v Egiptu podpisalo pogodbo z joint venture podjetjem Hill in EHAF Consulting Engineers za zagotavljanje storitev vodenja projekta med načrtovanjem in gradnjo Velikega egipčasnkega muzeja. 
Skupni ocenjeni stroški projekta znašajo 550 milijonov ameriških dolarjev, od katerih se bo 300 milijonov ameriških dolarjev financiralo iz japonskih posojil, preostalo pa bo financiral Vrhovni svet starin, druge donacije in mednarodni skladi.
Novi muzej je namenjen vključitvi najnovejše tehnologije, vključno z virtualno realnostjo. Muzej bo tudi mednarodno središče komunikacije med muzeji, ki bo spodbujal neposreden stik z drugimi lokalnimi in mednarodnimi muzeji. Veliki egipčanski muzej bo vključeval otroški muzej, konferenčni center, izobraževalni center in delavnice, podobne starodavnim faraonskim krajem.

## Gradnja
5. januarja 2002 je egiptovski predsednik Hosni Mubarak postavil temeljni kamen Velikega egipčanskega muzeja. 25. avgusta 2006 je bil kip Ramzesa II. premaknjen z Ramzesovega trga v Kairu na planoto v Gizi v pričakovanju izgradnje muzeja. Kip, ocenjeno star približno 3200 let, je bil premaknjen na vhod v muzej januarja 2018.  
Leta 2007 je GEM zagotovila 300 milijonov dolarjev posojila Japonske banke za mednarodno sodelovanje. Egipčanska vlada bo financirala 147 milijonov dolarjev, preostalih 150 milijonov dolarjev pa se bo financirala s pomočjo donacij in mednarodnih organizacij. 
Konec avgusta 2008 je oblikovalska ekipa poslala več kot 5000 risb egiptovskemu ministrstvu za kulturo. Po tem so bila oktobra 2008 razpisana gradbena dela, so se začeli izkopi.
Razpisi so bili objavljeni septembra 2009, z ocenjenim datumom zaključka leta 2013. 
11. januarja 2012 je skupno podjetje med egiptovskim Orascom Construction Industries (OCI) in belgijsko skupino BESIX prejelo pogodbo za tretjo fazo Velikega egiptovskega muzeja (GEM), ki je znašala 810 milijonov dolarjev.
Ministrica za starine Mamdouh al-Damati je maja 2015 objavila, da bo muzej delno odprt maja 2018. 
29. aprila 2018 je v bližini vhoda v GEM izbruhnil požar, vendar artefakti niso bili poškodovani,  vzrok požara ni bil znan. 
Maja 2018 je bil zadnja od vozov kralja Tutankamona premaknjena v GEM. 

## Razstave
Razstava bo pokrivala približno tretjino skupnih muzejskih znamenitosti s 50.000 artefakti. Glavna atrakcija bo prva razstava celotne zbirke grobnic kralja Tutankamona. Zbirka vključuje približno 5000 predmetov v celoti in bo preseljen iz Egipčanskega muzeja v Kairu. Druge predmete bodo preselili iz skladišč in muzejev v Luksorju, Minju, Sohagu, Assiutu, Beni Suefu, Fayoumu, Delti in Aleksandriji. 